# Azurmejse
Azurmejsen (Cyanistes cyanus eller undertiden Parus cyanus) er en lille spurvefugl på 12-13 cm. Den yngler i løv- og blandskov i Rusland og østover. Den er en tilfældig gæst i Sverige og Finland og har en umiskendelig blå og hvid dragt.